# Ruben Mendoza
Ruben Michael Mendoza (San Luis; 2 de junio de 1931-11 de abril de 2010) fue un futbolista estadounidense que jugaba como delantero.

## Selección nacional
Jugó con la selección de Estados Unidos en los Juegos Olímpicos de Helsinki 1952 y Melbourne 1956.

### Participaciones en Juegos Olímpicos
| Torneo                   | Sede      | Resultado        |
| ------------------------ | --------- | ---------------- |
| Juegos Olímpicos de 1952 | Helsinki  | Primera fase     |
| Juegos Olímpicos de 1956 | Melbourne | Cuartos de final |

## Clubes
| Club              | País           | Año       |
| ----------------- | -------------- | --------- |
| Zenthoefer Furs   | Estados Unidos | 1951      |
| St. Louis Raiders | Estados Unidos | 1952      |
| St. Louis Kutis   | Estados Unidos | 1953-1960 |

## Palmarés

### Títulos nacionales
| Título                   | Equipo          | País           | Año  |
| ------------------------ | --------------- | -------------- | ---- |
| Copa Nacional Aficionada | St. Louis Kutis | Estados Unidos | 1956 |
| Copa Nacional Aficionada | St. Louis Kutis | Estados Unidos | 1957 |
| National Challenge Cup   | St. Louis Kutis | Estados Unidos | 1957 |
| Copa Nacional Aficionada | St. Louis Kutis | Estados Unidos | 1958 |
| Copa Nacional Aficionada | St. Louis Kutis | Estados Unidos | 1959 |
| Copa Nacional Aficionada | St. Louis Kutis | Estados Unidos | 1960 |